# Mogollón (Panama)
Mogollón è un comune (corregimiento) della Repubblica di Panama situato nel distretto di Macaracas, provincia di Los Santos. Si estende su una superficie di 55,2 km² e conta una popolazione di 264 abitanti (censimento 2010).